# Casa de San Ignacio 165
La casa de San Ignacio 165 es una construcción de estilo neoclásico ubicada en la calle San Ignacio de Loyola, en la comuna de Santiago. Está declarada como Inmueble de Conservación Histórica por la Municipalidad de Santiago, y actualmente es la sede de la organización LGBT Acción Gay.

## Historia
El edificio fue construido en 1913 por el arquitecto Manuel Cifuentes, quien realizó una casona de tres pisos con una mansarda en estilo neoclásico francés. Se presume que la construcción era utilizada por los empleados de la familia Besa, quienes tenían su residencia en la casa homónima, ubicada en la calle Dieciocho.
Hacia 1962 la propietaria era Lucila Guevara, quien vendió la propiedad al Fisco para que el Ministerio de Educación instalara una Biblioteca Pública; el recinto fue utilizado como bodega de la Biblioteca Pública N° 4 —que tenía su sede por calle Dieciocho, funcionando en el lugar entre 1971 y 2005—, sin contar con las condiciones mínimas de funcionamiento. Hasta septiembre de 2006 la casa fue ocupada por okupas, quienes fueron desalojados luego que uno de ellos estuviera involucrado en el lanzamiento de un cóctel molotov al Palacio de La Moneda el 11 del mismo mes.
Luego del desalojo, el terreno de la antigua biblioteca, perteneciente a la Dirección de Bibliotecas, Archivos y Museos, fue subdividido, y el terreno ubicado por la calle San Ignacio fue cedido a la organización LGBT Acción Gay para que instalara allí su sede, la cual fue inaugurada el 12 de junio de 2009.
Se encuentra protegida al estar dentro de la Zona Típica denominada «Barrio Dieciocho», declarada en 1983. La casona fue restaurada con recursos propios de la agrupación Acción Gay desde 2008.